# Limonium pseudodyctiocladum
La saladina de branques entrecreuades o Limonium pseudodyctiocladum, és una saladina endèmica del municipi de Capdepera, Mallorca, de la família Plumbaginaceae.
Aquesta planta és una saladina perenne, habita terrenys salins, i mesura entre 15 cm i 30 cm d'alçada, essent molt característica la presència en la inflorescència de nombroses branques estèrils ramificades diversos cops. Mostra polimorfisme pel que fa al nivell de ploïdia, hi ha plantes diploides (2n=16 cromosomes) i, per tant, amb reproducció sexual; i altres triploides (2n=27 cromosomes) amb reproducció apomíctica. Hi ha diverses causes per explicar aquest polimorfisme (formació de gàmetes reduïts, viabilitat pol·línica parcial, autocompatibilitat, apomixi gametofítica).
És una espècie endèmica de Mallorca que només es troba al nord-est de l'illa, en concret a la zona anomenada es Carregador (Capdepera), que creix en replans i fissures de roques així com a pedruscalls molt propers al litoral. La seva àrea d'ocupació és molt baixa, al voltant de 250 m², i el nombre d'exemplars és de diverses desenes. La població ha estat afectada per temporals, per una alta freqüentació de la zona per part de visitants, així com per hibridació i competència amb altres espècies de Limonium que es troben a la zona.